# 한국소공인연합회
한국소공인연합회는 대한민국의 소공인 지원 및 커뮤니티 네트워크 등 공익을 추구하는 비영리 단체이다. 민법 제32조 및 중소기업청소관비영리법인의 설립 및 감독에 관한 규칙 및 소기업 및 소상공인 지원을 위한 특별조치법 제 10조의 12에 의하여 설립되며, 소공인을 육성 보호하며, 불공정한 법적, 제도적 장치를 개선하기 위한 노력과 소공인의 지위향상을 통한 균형있는 국민경제 및 국가산업의 발전에 기여하며, 신협을 설립하여 소공인의 경영안정자금 조달에 기여함으로 소공인의 대내외 경쟁력을 증대시켜 소공인의 건실한 성장을 기여함을 그 목적으로 한다.

## 연혁
- 2017년 07 한국소공인연합회 발족임시모임
- 2018년 01 한국소공인연합회 발대식

## 조직
- 회장
- 부회장단
- 감사
- 사무국

기획부,사업팀,교육/대외업무,지원팀
- 자문위원

법률,세무회계,고용노동,경영기술,수출,언론,마케팅,홍보대사 등
- 금융사업

신협,보험,투자,정책자금
- 연구소

경영환경개선,기술개발,소공인금융,소공인복지
- 조직본부

단체100개,회원100만명,17개 광역 226지부
- 고문단

## 주요사업
- 소공인 신용협동조합 추진
- 경영환경개선
- 매출증대
- 소공인복지